# Mercado Puerto
El Mercado Puerto se ubica en el Barrio Puerto de la ciudad de Valparaíso, a un costado de la Plaza Echaurren. Construido entre los años 1922 y 1924 por la oficina Bezanilla y Vergara en un estilo historicista, ocupa un edificio manzana conformada por las calles Blanco, Valdivia, Cochrane y San Martín.
Luego del terremoto del 27 de febrero de 2010 que azotó la zona centro-sur del país, el Mercado Puerto fue clausurado debido a daños de consideración que afectaron gran parte de su estructura. Después de haber sido restaurado a fines de 2017, la Municipalidad de Valparaíso lo reabríó al público en un período de marcha blanca el 16 de diciembre de 2019, contando con puestos de frutas y verduras y un área de artesanía y oficios.
|                              |
| Interior del mercado en 2020 |

|                           |
| Techo del mercado en 2020 |